# Aradus acutus
Aradus acutus är en insektsart som beskrevs av Thomas Say 1832. Aradus acutus ingår i släktet Aradus och familjen barkskinnbaggar. Inga underarter finns listade i Catalogue of Life.